# Bassus infumatus
Bassus infumatus är en stekelart som först beskrevs av Granger 1949.  Bassus infumatus ingår i släktet Bassus och familjen bracksteklar. Inga underarter finns listade.